# Apatetor blandus
Apatetor blandus är en stekelart som beskrevs av Henri Saussure 1892. Apatetor blandus ingår i släktet Apatetor och familjen brokparasitsteklar. Inga underarter finns listade i Catalogue of Life.